# 诺尔布 (土尔扈特部)
诺尔布（？—1731年），清朝蒙古王公，卫拉特蒙古青海土尔扈特部台吉，贝果鄂尔勒克第五子莽海的六世孙，鄂尔齐的儿子。
诺尔布世代在青海游牧。雍正元年（1723年），率众响应反清的青海和硕特部首领罗卜藏丹津，后来悔罪，被雍正帝赦免。雍正三年（1725年），授札萨克一等台吉。雍正九年（1731年），准噶尔汗国噶尔丹策零派玛木特领兵劫掠科舍图驼马，诺尔布受命与和硕特札萨克公拉察布设汛腾格里防御。他乘机叛清，盗取掠夺驼马。被和硕亲王察罕丹津等击败，被执送北京后处死。